# Ирбитский заказник
Ирбитский заказник — государственный зоологический охотничий заказник площадью 66 тыс. га на территории Ирбитского муниципального образования и муниципального образования город Ирбит Свердловской области. Заказник организован 25 декабря 1975 года для сохранения и воспроизводства глухаря, тетерева и рябчика. В задачи заказника входит сохранение мест гнездования этих видов, а также бородатой неясыти, воробьиного сыча, большого подорлика. В состав фауны входят и охраняются также лось, косуля, белка, куница, рысь.

## Территория
Заказник располагается на водоразделе рек Вязовка и Бобровка, в зоне южной тайги.